# Internationale Christliche Organisation der Medien
Die Internationale Christliche Organisation der Medien (ICOM) (engl.: International Christian Organisation of the Media) ist die Nachfolgeorganisation der UCIO und wurde 2011 gegründet. Der Vorgänger, die Katholische Weltunion der Presse (UCIO) war eine römisch-katholische Vereinigung von Gläubigen, der die Anerkennung als eine „katholische“ internationale Organisation im Jahr 2011 durch den Päpstlichen Rat für die Laien entzogen wurde. ICOMzählt weltweit etwa 1.000 Mitglieder.

## Geschichte
Vom Ende des 19. Jahrhunderts bis Anfang des 20. Jahrhunderts hatten sich unterschiedliche religiöse journalistische Vereinigungen und Organisationen gegründet. 1889 wurde die internationale Vereinigung der religiösen Journalisten gegründet. Ihm folgte 1890 die Gründung der Internationalen Föderation der Vereinigung religiöser Journalisten. 1905 wurde die Internationale Vereinigung für religiösen Journalismus und Verlagswesen gegründet. 
1927 gründeten französische, belgische, deutsche, schweizerische und österreichische Journalisten ein „Internationales Bureau katholischer Journalisten“ welches mit dem Heiligen Stuhl im Vatikan korrespondierte und die Zusammenarbeit förderte. Der im Jahre 1930 durchgeführte Weltkongress der katholischen Presse führte zum Zusammenschluss zur „Weltunion der katholischen Presse“. Nach dem Zweiten Weltkrieg wurde 1950 auf einem weiteren Weltkongress in Rom die Arbeit wieder aufgenommen. So kam es dann 1966 zur Namensgebung als „Katholische Weltunion der Presse“ (Union Catholique Internationale de la Presse – UCIP). 1968 war der deutsche Journalist Ernst-Alfred Jauch (1920–1991) Organisator des Weltkongresses der UCIP in Berlin. 1987 gründete die UCIP das „Internationale Netzwerk junger Journalisten“ und förderte damit für Journalisten im Alter bis zu 35 Jahren Programme zur Aus- und Weiterbildung. Als eine durch den Päpstlichen Rat für die Laien anerkannte internationale katholische Organisation hatte die UCIP einen Beraterstatus beim Wirtschafts- und Sozialrat der UNO sowie bei der UNESCO.

## Aberkennung
Im Jahre 2011 kam es unter der Präsidentschaft von Bernhard Sassmann zur Aberkennung des Status einer internationalen katholischen Organisation. Der Präsident des Päpstlichen Rates Kardinal Stanisław Ryłko teilte der UCIP am 23. März 2011 mit, „dass sie ihre Anerkennung als katholische Organisation verloren habe. Nach Konsultationen mit dem Staatssekretariat des Vatikans sei man zu der Überzeugung gelangt, dass sich der Weltverband aufgrund wiederholter Verstöße gegen die Statuten fortan nicht mehr als katholisch bezeichnen dürfe. Die Anerkennung als katholische Organisation werde mit sofortiger Wirkung zurückgezogen.“

## Folgeorganisation
Im Nachgang zum Schreiben des Kardinal Rylko erklärte Sassmann seinen sofortigen Rücktritt und legte alle Führungspositionen nieder. „Die Vorwürfe des Päpstlichen Rates der Laien wies er als unbegründet zurück. Dem Päpstlichen Laienrat wirft er seinerseits vor, die folgenschwere Entscheidung getroffen zu haben, ohne ihn als Präsidenten zuvor konsultiert oder wenigstens gehört zu haben.“
Seit Anfang Mai 2011 „firmierte“ die Organisation unter der Bezeichnung „Internationale Organisation der Katholiken in den Medien“ (ICOM). Die neue Organisation hielt am 23. November 2011 im italienischen Verbania ihre erste Vollversammlung ab. In einer Mitteilung von ICOM wird betont, dass es sich hierbei „um eine Initiative von Katholiken, die offen ist für Fachleute aller Glaubensrichtungen und Meinungen“ handele. Auch wolle die Weltorganisation mit der Verwendung des Wortes „Katholiken“ jenen „Werten und Überzeugungen Bedeutung zumessen, für die ihre Mitglieder und Freunde in aller Welt werben möchten“. Auf dem Weltkongress wurde letztendlich beschlossen sich als „Internationale Christliche Organisation der Medien“ (en.: International Christian Organisation of the Media) ICOM zu benennen. 

## Selbstverständnis
Die ICOM versteht sich als ein Weltforum für Menschen, die für Massenmedien im säkularen und religiösen Journalismus tätig sind. Ihr Bestreben ist es Journalisten, Verleger und Professoren, die im Medienbereich arbeiten, zusammenzuführen. So dient zum Beispiel das „Kontaktnetz für junge Journalisten“  als Angebote zur Aus- und Weiterbildung. „Die Medienprofis sind der Überzeugung, dass der direkte Kontakt, von Angesicht zu Angesicht, äußerst wichtig ist für die professionelle Zusammenarbeit in unserer modernen Welt, in der die virtuellen Trends dominieren“.
Zum Selbstverständnis der ICOM gehören professionelle Arbeit, internationale und weltweite Kontakte sowie eine selbständige Entwicklung. Ebenso möchte sie einen freien kreativen und ernsthaften Journalismus in Freiheit ausüben. Kritischer aber respektvoller Journalismus im Sinne des wahren Freiheitsgeistes wird angestrebt. Eine moderne zeitgemäße Sprache und eine zeitgemäße Betrachtung des Weltgeschehens stehen gleichwohl im Mittelpunkt journalistischer Tätigkeiten. Ein wichtiger Aspekt ist das Respektieren der Menschen, ihre Arbeit und ihre Lebensbedingungen. 
Die Zielsetzung der ICOM liegt in einer weltweit vernetzten Kommunikation, die von einer Auseinandersetzung mit Kulturen und Lebensformen geprägt ist. Dieses bedingt eine kritische Bewertung von Beruf und Wirklichkeit, die durch Freundschaft und größter Professionalität unterstützt wird. Ein Wesensmerkmal in den Zielsetzungen ist die Gewährleistung moralischer Grundsätze und dem Dienst für die Menschheit. 

## Organisation und Verbreitung
Die ICOM umfasst acht Föderationen und acht Regionen. Föderationen sind Berufsverbände. Regionen sind geographisch geordnete Vereinigungen.
- Föderationen: Journalistenverbände, Tageszeitungen, Periodika, Professoren, Nachrichten- und Presseagenturen, Religiöse Medien, Verleger, Fotojournalismus.
- Regionen: Afrika, Lateinamerika, Nordamerika, Ostasien, Südostasien, Südasien, Europa, Mittlerer Osten.
- Mitglieder der ICOM sind: Journalisten, Verleger, Professoren aus den Medienbereichen; Verlagshäuser, Medieninstitute und -institutionen sowie Unternehmen;  Vereinigungen von Medienprofis, Veröffentlichungen, Verlagshäusern und Institutionen.

Die Organisation veranstaltet weiterhin Weltkongresse, wie sie auch zuvor von der UCIP durchgeführt wurden. 2013 war der Weltkongress in Panama-Stadt und stand unter dem Thema: „Challenges and Responsibilities amidst Globalization and Digitalization“ (de.: Herausforderung und Verantwortung inmitten von Globalisierung und Digitalisierung).